# Cent trenta-quatre
El nombre 134 (CXXXIV) és el nombre natural que segueix el nombre 133 i precedeix el nombre 135.
La seva representació binària és 10000110, la representació octal 206 i l'hexadecimal 86.
La seva factorització en nombres primers és 2×67; altres factoritzacions són 1×134 = 2×67; és un nombre 2-gairebé primer: 2 × 67 = 134. És un nombre d'Erdős-Woods.